# Karla Crome
Karla Crome (Londres, 22 de junio de 1988) es una actriz, dramaturga y guionista británica conocida por su trabajo en la serie Hit and Miss, por interpretar a Jess en Misfits, y por apariciones en variadas series de televisión y películas —principalmente en el Reino Unido—, como la premiada con el BAFTA (2013), Murder.
En 2012, la revista de cine británica Screen International, la nombró como una de las «Estrellas del Mañana del Reino Unido (UK Stars of Tomorrow)».

## Biografía
Nacida en el municipio de Barnet, proviene de una familia no ligada a las artes: su madre es enfermera y su padre fontanero.
Fue parte del Teatro Nacional de los Jóvenes (National Youth Theatre). Obtuvo la licenciatura en artes de la actuación (Bachelor of Arts) en la academia Italia Conti Academy of Theatre Arts en Clapham, Londres.

## Carrera
Crome comenzó su carrera en la película para la televisión Dog Endz (2009), obteniendo luego un papel en la serie de drama médico de BBC One, Casualty, en 2010. En 2012 obtuvo su primer rol relevante al ser parte del elenco de la serie Hit and Miss de Sky Atlantic.
Karla interpreta el rol principal de Collen en un episodio de la ganadora del BAFTA (2013), Murder. Actuación que Alison Graham de Radio Times calificó como una de las actuaciones más asombrosas y conmovedoras que he visto, de la estrella en ascenso Karla Crome como Collen.
El 22 de mayo de 2012, se anunció que aparecería en la cuarta temporada de Misfits, en el papel de Jess.
Crome aparece en la miniserie Lightfields, en el rol de Clare, recibiendo excelentes críticas: ...la destacada fue definitivamente Karla Crome, que ha brillado en todo, desde Murder a Misfits, aquí interpretando a la emocionalmente dañada Claire... señaló Matt D., de UnrealityTV UK.
Se unió al elenco principal para la segunda parte de la serie Prisoners' Wives de BBC One, en el rol de Aisling.
En febrero de 2014, se reveló que Crome haría su debut en la televisión estadounidense al unirse al elenco de la serie Under the Dome para la segunda temporada, en el papel de Rebecca.
En 2016 protagonizó la serie aclamada por la crítica, The Level.
En octubre de 2016 debuta como guionista para la televisión al escribir el episodio cinco de la serie Hooten & the Lady, para el canal Sky1.
En septiembre de 2017 se anunció que Crome interpretaría uno de los roles principales en la serie Carnival Row, del servicio de streaming Prime Video de Amazon.
También escribió un episodio en las series de Netflix Safe y The Stranger, ambas de Harlan Coben.

### Teatro
Gran parte de su carrera la ha desarrollado en el teatro, no solamente como actriz, sino que también escribiendo varias obras.
En 2011 participó en la producción del Royal Exchange Theatre, Powder Monkey. Mismo año en que siendo parte de National Youth Theatre coescribe la obra Our Days of Rage.
También en 2011 y debido a Our Days of Rage, desde el National Youth Theatre le solicitaron adaptar historias de la revista (luego libro) If Chloe Can —fundada por la política Esther McVey—, la que presentaba historias sobre mujeres exitosas que se desarrollan en labores poco comunes. La obra se estrenó en noviembre de 2011 bajo el mismo nombre y ante 1000 niñas escolares en el Lyric Theatre de Londres.
Escribió Mush & Me, estrenada en 2014 en el Edinburgh Fringe (Edimburgo, Escocia) y luego en el Holden Street Theatres (Adelaida, Australia). La obra fue premiada con el IdeasTap Underbelly Edinburgh Award y el Holden Street Theatres Awards.
Desde 2015 ha interpretado en diferentes ocasiones a Alice en Linda en el Royal Court Theatre y a Constanze en Amadeus en el National Theatre.
En 2018, Crome interpretó a Amina en Dance Nation en el Almeida Theatre.

## Filmografía
| Año     | Título                         | Personaje        | Notas                                    |
| ------- | ------------------------------ | ---------------- | ---------------------------------------- |
| 2010    | Casualty                       | Chloe Parker     | Episodio: "Clean Slate"                  |
| 2011    | Doctors                        | Mo'nique         | Episodio: "Saints and Sinners"           |
| 2012    | Hit and Miss                   | Riley            | Protagonista                             |
| 2012    | Monroe                         | Donna Holmes     | 3 episodios                              |
| 2012    | Murder                         | Coleen           | Episodio: "Joint Enterprise"             |
| 2012–13 | Misfits                        | Jess             | Protagonista (temporadas 4-5)            |
| 2013    | Lightfields                    | Clare Mullen     | Protagonista                             |
| 2013    | Prisoners' Wives               | Aisling          | Protagonista (temporada 2, 4 episodios)  |
| 2014    | Under the Dome                 | Rebecca Pine     | Protagonista (temporada 2, 13 episodios) |
| 2015    | You, Me and the Apocalypse     | Layla            | Temporada 1, 5 episodios                 |
| 2016    | The Level                      | Nancy Devlin     | Protagonista                             |
| 2016    | Hooten & the Lady              | —                | Guionista: T1E5 "Ethiopia"               |
| 2017    | National Theatre Live: Amadeus | Constanze Weber  | Drama musical teatral                    |
| 2018    | Thunderbirds Are Go            | Sophie           | Voz: episodio "Path of Destruction"      |
| 2018    | Urban Myths                    | Sade             | T2E2 "Backstage at Live Aid"             |
| 2018    | Safe                           | —                | Guionista: T1E6                          |
| 2019    | Carnival Row                   | Tourmaline Larou | Protagonista                             |
| 2019    | The Victim                     | Rebecca Myers    | Protagonista                             |
| 2020    | The Stranger                   | —                | Guionista: T1E3                          |

| Año  | Título            | Personaje         | Notas          |
| ---- | ----------------- | ----------------- | -------------- |
| 2009 | Dog Endz          | Hannah            | Película de TV |
| 2010 | Exposed           | Dee               | Corto          |
| 2018 | Vita and Virginia | Dorothy Wellesley |                |
| 2019 | Nobody's Darling  | Novia             | Corto          |
| 2020 | Hayley Alien      | Hayley            | Corto          |